# Saint-Aubin-sur-Quillebeuf
Saint-Aubin-sur-Quillebeuf är en kommun i departementet Eure i regionen Normandie i norra Frankrike. Kommunen ligger i kantonen Quillebeuf-sur-Seine som tillhör arrondissementet Bernay. År 2022 hade Saint-Aubin-sur-Quillebeuf 757 invånare.

## Befolkningsutveckling
Antalet invånare i kommunen Saint-Aubin-sur-Quillebeuf
Referens:INSEE